# Epiphone G-400
G-400 er Epiphones serie af elektriske guitarer, der er baseret på Gibsons SG-modeller. Der findes flere varianter af guitaren, men forskellen er oftest visuel.

## Egenskaber
Standardudgaven af G-400-guitaren har mahognikrop og -hals og et gribebræt af rosentræ med såkaldte "trapezoid"-indlæg. De fleste udgaver har to humbuckers; en "Alnico Classic"-baspickup og en "Alnico Classic Plus"-diskantpickup. Ligesom Gibsons SG fra 1962 har G-400 en "halv" slagplade i stedet for "batwing"-slagpladen Gibsons bruger i dag.